# Listavičius
Listavičius ist ein litauischer männlicher Familienname.

## Personen
- Artūras Listavičius (* 1970), Manager, Vizepräsident des Konzerns „MG Baltic“
- Juozas Listavičius (*  1929),  Ökonom und Politiker, Mitglied des Seimas